# Allison J33
Pour les articles homonymes, voir J33.
Le General Electric / Allison J33 était un développement du General Electric J31, élargi pour produire beaucoup plus de poussée, de 4 000 lbf (18 kN) à 4 600 lbf (20 kN) avec, à faible altitude un boost supplémentaire à 5 400 lbf (24 kN) par injection d'eau-alcool.

## Développement
Le J33 a été initialement développé par General Electric comme suite de leur travail avec les études de Frank Whittle au cours de la Seconde Guerre mondiale. Leur premier moteur, l'I-A, après des changements majeurs pour l'adapter à une production aux États-Unis et pour augmenter la poussée, a connu une production limitée en 1942 sous le nom d'I-16 en 1942, 16 se référant aux 1 600 lbf (7,1 kN) de poussée. La pleine production a commencé référencée J31 lorsque les forces aériennes de l'armée des États-Unis ont imposé un nommage commun pour tous leurs projets de moteur.
En plus de l'I-16, GE a également commencé à travailler sur une version agrandie, connue sous le nom d'I-40. Comme le nom l'indique, le moteur a été conçu pour fournir 4 000 lbf (18 kN). Le cycle de développement a été remarquablement rapide. Le travail de conception a commencé à la mi-1943 et le premier prototype a passé des essais statiques le 13 janvier 1944.
Lockheed était au milieu du projet XP-80 à cette époque, l'intention à l'origine était de motoriser leur conception avec une version américaine de l'Halford H-1, d'environ 3 000 lbf (13 kN). La production du H-1 a pris du retard, et comme l'I-40 allait considérablement améliorer les performances, les plans ont été faits pour équiper les prototypes avec l'I-40.
L'I-40 est devenu important pour les plans de l'USAAF lorsque le P-59 à moteur I-16 a été abandonné en faveur du P-80 motorisé I-40 comme première production de chasseur à réaction. En 1945, la licence pour produire effectivement le moteur n'a pas été accordée à General Electric, mais à Allison. Allison, travaillant en grande partie dans des usines de guerre appartenant à l'État, pouvait produire le moteur en quantité plus rapidement et à moindre coût.
Au moment où les lignes de production ont été fermées, Allison avait construit plus de 6 600 J33, et General Electric 300 autres (surtout les premiers).

## Versions
- J33-A-21 : 4 500 lbf (20,0 kN) de poussée ;
- J33-A-23 : 4 600 lbf (20,5 kN) de poussée ;
- J33-A-35 : 5 400 lbf (24,0 kN) de poussée ;
- J33-A-33 : 6 000 lbf (26,7 kN) de poussée, doté d'une postcombustion ;
- J33-A-24 : 6 100 lbf (27,1 kN) de poussée.

## Applications
- Convair XF-92
- Lockheed P-80 Shooting Star
- Lockheed T-33 Shooting Star
- Lockheed F-94A/B Starfire
- MGM-1 Matador
- MGM-13 Mace
- SSM-N-8 Regulus

### Développement lié
- General Electric J31

### Aéronefs comparables
- De Havilland Ghost
- Rolls-Royce Derwent